# Meliosma echeverriae
Meliosma echeverriae är en tvåhjärtbladig växtart som beskrevs av J.Menjívar, Ceren och J.F.Morales. Meliosma echeverriae ingår i släktet Meliosma och familjen Sabiaceae. Inga underarter finns listade.